# Aktion Reinhardt
Aktion Reinhardt (auch als Einsatz Reinhardt bezeichnet; daneben findet sich die Schreibweise Reinhard) war der Tarnname für die systematische Ermordung aller Juden und Roma des Generalgouvernements im deutsch besetzten Polen während des Zweiten Weltkrieges. Im Zuge der „Aktion Reinhardt“ wurden zwischen Juli 1942 und Oktober 1943 etwa 1,6 bis 1,8 Millionen Juden sowie rund 50.000 Roma aus den fünf Distrikten des Generalgouvernements (Warschau, Lublin, Radom, Krakau und Galizien) in den drei Vernichtungslagern Belzec, Sobibor und Treblinka ermordet.
Die „Aktion Reinhardt“ stellt den Höhepunkt der nationalsozialistischen Vernichtungspolitik gegenüber den Juden dar. In den Lagern der „Aktion Reinhardt“ wurden zusammengerechnet mehr Menschen ermordet als im KZ Auschwitz. Es gab keine Selektionen; die Lager waren als Todesfabriken organisiert.
Der Tarnname der Aktion steht im Zusammenhang mit dem Vornamen des SS-Obergruppenführers und NS-Polizeigenerals Reinhard Heydrichs, auf den am 27. Mai 1942 ein tödliches Attentat verübt worden war.

## Vorgeschichte
Wann der Befehl, Juden und andere Volksgruppen Europas zu ermorden, gegeben wurde, lässt sich nicht feststellen, da außer einem Schreiben Hermann Görings an Reinhard Heydrich kein schriftliches Zeugnis der höchsten Regierungskreise bekannt ist. Es ist nicht sicher, ob Adolf Hitler jemals in schriftlicher Form einen Befehl zur Ermordung der Juden gab. Die SS-Einsatzgruppen des Reichssicherheitshauptamtes (RSHA) und Polizeibataillone begannen schon kurz nach dem deutschen Überfall auf die Sowjetunion, die männlichen Juden im Alter zwischen 17 und 45 Jahren in den neu eroberten Gebieten zu ermorden. Ab Ende August 1941 lässt sich belegen, dass mobile Tötungseinheiten auch zu einem Massenmord an Frauen und Kindern übergingen; das Massaker von Kamenez-Podolsk gilt dabei als wesentlicher Schritt zum Holocaust.

### Wannseekonferenz
Um die Ermordung der Juden systematisch zu organisieren, wurde von Reinhard Heydrich für den 20. Januar 1942 die Wannseekonferenz einberufen. An der Konferenz nahmen 15 hochrangige Vertreter aller an der so genannten „Endlösung“ beteiligten Institutionen teil. Josef Bühler, der Stellvertreter von Hans Frank, sprach offen aus, dass das Generalgouvernement es begrüßen würde, wenn mit der „Endlösung“ dieser Frage im Generalgouvernement begonnen würde, weil einmal hier das Transportproblem keine übergeordnete Rolle spiele und arbeitsmäßige Gründe den Lauf dieser Aktion nicht behindern würden. Juden müssten so schnell wie möglich aus dem Gebiet des Generalgouvernements entfernt werden, weil gerade hier der Jude als Seuchenträger eine eminente Gefahr bedeute. Von den in Frage kommenden etwa zweieinhalb Millionen Juden sei überdies die Mehrzahl arbeitsunfähig.
Das Ergebnis dieser Konferenz bedeutete, dass man sich innerhalb der Führungsebene über die Form der Abschiebung der Juden Europas nach Osten und deren dortige systematische Ermordung geeinigt hatte.
Es ging dabei um die Aufteilung der einzelnen Schritte zu diesem Ziel zwischen staatlichen und Parteistellen. Heydrich wurde am 27. Mai 1942 bei einem Attentat in Prag schwer verletzt und starb acht Tage später. Er konnte also nicht mehr selbst die Gesamtleitung an dem Völkermord an den europäischen Juden fortführen, die er mit dieser Konferenz an sich gezogen hatte.

## Auftragserteilung durch Himmler
Mit der Durchführung der Aktion beauftragte Heinrich Himmler den Lubliner SS- und Polizeiführer Odilo Globocnik. Globocnik war 1939 zum SS- und Polizeiführer des Distrikts Lublin in Polen ernannt worden. In ihm sah Himmler einen, der „wie kein zweiter für die Kolonisation des Ostens geschaffen“ sei, wie er in einem Brief an seinen Schwager Richard Wendler am 4. August 1943 schrieb, als es um die Ablösung Globocniks und seine Versetzung ging. 
Am 21. Juli 1941 hatte Himmler alles von Globocnik bereits im Distrikt Lublin Geschaffene und weiter Geplante „Programm Heinrich“ genannt. Hier tat er sich durch eine besonders grausame Besatzungspolitik hervor. In diesem Wirkungsbereich und als Teil von „Programm Heinrich“ fand auch die „Aktion Reinhardt“ statt.
Die Frage, ob sich die in den Quellen oft gebrauchte Schreibweise „Aktion Reinhardt“ auf den Staatssekretär Fritz Reinhardt bezieht, gilt mittlerweile als entschieden: Die Bezeichnung geht tatsächlich auf den Vornamen Heydrichs zurück, der in zeitgenössischen Quellen und sogar von Himmler selbst statt „Reinhard“ fälschlich „Reinhardt“ geschrieben wurde.
Problematische Datierung
Wann Odilo Globocnik, der Leiter der „Aktion Reinhardt“, von Heinrich Himmler, dem Reichsführer SS (RFSS), den Befehl zur Ermordung der Juden bekam, lässt sich nur indirekt erschließen. Adolf Eichmann sagte in Jerusalem aus, dass ihm Reinhard Heydrich zwei bis drei Monate nach dem Überfall auf die Sowjetunion sagte:

„‚Der Führer hat die physische Vernichtung der Juden befohlen‘ … ‚Und dann sagte er zu mir: Eichmann, fahren Sie zu Globocnik, Lublin … Der Reichsführer hat Globocnik bereits entsprechende Weisungen gegeben und sehen Sie sich an, wie weit er mit seinem Vorhaben gekommen ist‘.“

In Lublin sei Eichmann zu einem Lager geführt worden, wo ihm Christian Wirth die Einrichtungen zur Vergasung der Juden erklärt habe. Wirth war erster Kommandant des Todeslagers Belzec und später Inspekteur aller Lager der „Aktion Reinhardt“. Vorher war er am „Euthanasie“-Programm, der Aktion T4, beteiligt. Somit könnte Globocnik bereits im Sommer 1941 von Himmler mit der Ermordung der Juden betraut worden sein.
Dafür spricht auch, dass Wirth schon im Spätsommer 1941 in den Raum Lublin versetzt worden war. Ihm folgten einige Wochen danach weitere im Moment „unbeschäftigte Mordexperten“ des im August von Hitler unterbrochenen „Euthanasie“-Programms. Als die Experten eingetroffen waren, begann im November der Bau des ersten Lagers in Belzec. Dazwischen lagen zwei Monate. Zu Beginn wusste man nicht genau, wie man die Ermordung der Juden technisch und organisatorisch durchführen sollte. Die Erfahrungen aus dem „Euthanasie“-Programm ließen sich nur bedingt verwenden, da der Umfang der „Aktion Reinhardt“ um ein Vielfaches größer war.
In der Literatur wird das Datum des Auftrags an Globocnik oft mit Juli 1941 angegeben. Neuere Forschungen gehen davon aus, dass Himmler nach Rücksprache mit Hitler im Herbst 1941 den Befehl gab, im Generalgouvernement alle Juden zu ermorden, soweit sie nicht als Zwangsarbeiter eingesetzt werden konnten.

## Ziele
Die Aktion zielte auf eine möglichst vollständige Ermordung der Juden aus dem Generalgouvernement.
Der „Wirtschaftliche Teil der Aktion Reinhardt“ umfasste nach den Angaben ihres Leiters Odilo Globocnik vier Bereiche:
- die Aussiedlung selbst
- die Verwertung der Arbeitskraft
- die Sachverwertung
- die Einbringung verborgener Werte und Immobilien.

## Durchführung

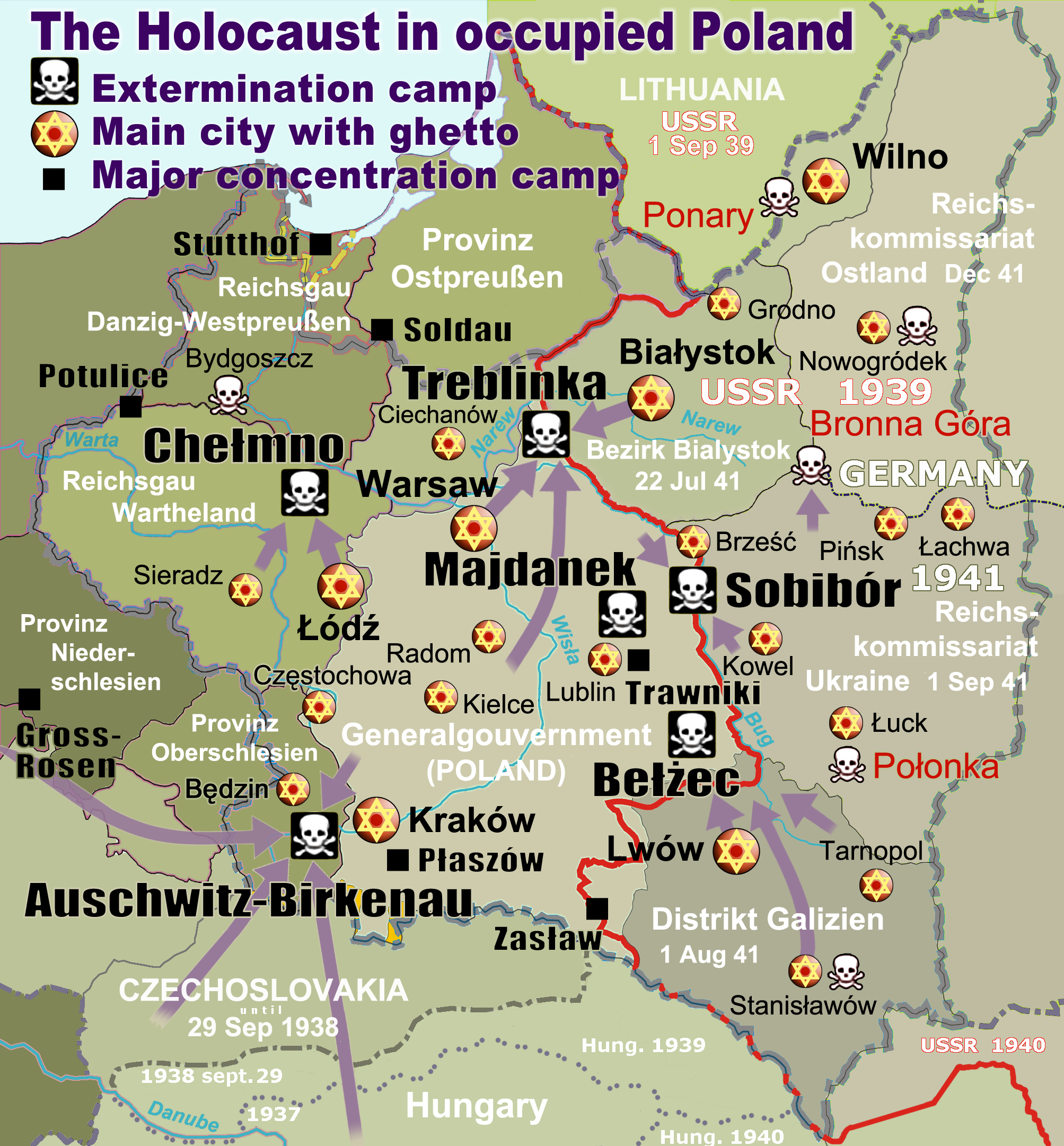
Ghettos und Konzentrationslager in Polen

### Drei zusätzliche Vernichtungslager
Die Ermordung der Juden erfolgte in drei Lagern. Das Vernichtungslager Belzec (ab März 1942 in Betrieb) und das Vernichtungslager Sobibor (ab Mai 1942 in Betrieb) lagen im Distrikt Lublin, das Vernichtungslager Treblinka (ab Juli 1942 in Betrieb) lag im Distrikt Warschau. Die Lager lagen in dünn besiedelten Gebieten in der Nähe von Eisenbahnlinien. Sie waren in ihren Ausmaßen eher klein, zwischen 300 und 400 Meter breit, 400 bis 500 Meter lang.
Die Lager machten einen eher provisorischen Eindruck. Jedes Lager war anfangs mit drei Gaskammern ausgestattet. Im Vernichtungslager Belzec wurde anfangs mit Kohlenmonoxid aus Stahlflaschen getötet. Dieses Gas wurde wohl deshalb gewählt, weil das Personal während der „Euthanasie“-Aktion damit Erfahrungen gesammelt hatte. Allerdings war die Beschaffung schwierig. Daher wurde das todbringende Gas später von Verbrennungsmotoren erzeugt. Die Kapazität der Gaskammern genügte den Anforderungen nicht, so dass sehr bald Vergrößerungen durchgeführt wurden.
In jedem Lager waren 20 bis 30 Mann deutsches Personal als Kader tätig. Zur Bewachung waren 100 bis 120 Mann sogenannter Trawniki-Männer je Lager zugeteilt. Heute sind die Vernichtungslager Gedenkstätten.

### Personal
Für die Ermordung von etwa 1,6 bis 1,8 Millionen Juden und etwa 50.000 Roma während der Aktion Reinhardt brauchten die Nationalsozialisten wenig Personal. Die erste Mannschaft bestand aus dem „Einsatzstab Reinhardt“ in Lublin unter der Leitung von Hermann Höfle, nämlich 153 SS-Männern und Polizisten, weiteren 205 Männern aus anderen Einheiten sowie 92 deutschen Experten aus dem „Euthanasie“-Programm. Die bekanntesten sind Christian Wirth, Franz Stangl, Irmfried Eberl, Franz Reichleitner, Gottlieb Hering und Kurt Hubert Franz. Dazu kamen rund 1000 ukrainische und litauische „Freiwillige“, sogenannte Trawnikis. In Trawniki befand sich das Ausbildungslager.
Nach neueren Forschungen sind im Laufe der „Aktion Reinhardt“ 121 Männer, die zuvor im Rahmen der „Aktion T4“ das „Euthanasie“-Programm durchgeführt hatten, in die Vernichtungslager versetzt worden. Zum Aufbau des Lagers Sobibor wurden Baufachleute der „Aktion T4“ angefordert. Alle wurden weiterhin von Berlin aus betreut. Führende Funktionäre der Organisation T4 bzw. der Organisation „Kanzlei des Führers“ kamen zu Inspektionen. Gesuche um Beurlaubung oder Abberufung richteten die ehemaligen T4-Mitarbeiter an ihre alte Dienststelle in Berlin. Wöchentlich einmal lieferte ein Kurier von T4 aus Berlin Zusatzlöhnung und Post zur Dienststelle Wirths und in die Lager.
Diese Männer erhielten ihren Sold von ihrer alten Dienststelle, unterstanden jedoch Globocniks direktem Befehl. Sie wurden zu Mitgliedern der SS ernannt, mit SS-Diensträngen ausgestattet und mussten im Büro von Hermann Höfle eine Geheimhaltungserklärung unterschreiben. Franz Stangl, Kommandant von Sobibor und Treblinka, erklärte, er habe sich entscheiden können, ob er nach Lublin gehen wolle. Da er nach seinen Angaben keine Ahnung hatte, was ihn erwarten würde, habe er zugestimmt.

### Lagerleitung
| Vernichtungslager „Aktion Reinhardt“ | Lagerkommandant    | Beginn         | Ende           |
| ------------------------------------ | ------------------ | -------------- | -------------- |
| Vernichtungslager Belzec             | Christian Wirth    | Dezember 1941  | 31. Juli 1942  |
| Vernichtungslager Belzec             | Gottlieb Hering    | 1. August 1942 | Dezember 1942  |
| Vernichtungslager Sobibor            | Richard Thomalla   | März 1942      | April 1942     |
| Vernichtungslager Sobibor            | Franz Stangl       | Mai 1942       | September 1942 |
| Vernichtungslager Sobibor            | Franz Reichleitner | September 1942 | Oktober 1943   |
| Vernichtungslager Treblinka          | Richard Thomalla   | Mai 1942       | Juni 1942      |
| Vernichtungslager Treblinka          | Irmfried Eberl     | Juli 1942      | September 1942 |
| Vernichtungslager Treblinka          | Franz Stangl       | September 1942 | August 1943    |
| Vernichtungslager Treblinka          | Kurt Franz         | August 1943    | November 1943  |

### Beginn der Mordaktion
Zur Organisation der Deportationen hatte Globocnik einen eigenen Stab unter der Leitung von Hermann Höfle eingerichtet. Dieser informierte einen Mitarbeiter des Amtes des Distrikts Lublin vor Beginn der Deportationen darüber, dass es zweckmäßig sei, die in den Distrikt Lublin kommenden Judentransporte auf der Abgangsstation in arbeitsfähige und nichtarbeitsfähige Juden zu teilen. Nicht arbeitsfähige Juden kämen sämtlich nach Belzec. Täglich könnten vier bis fünf Transporte mit je 1000 Juden von Belzec aufgenommen werden.
Am 17. März 1942 begannen die Deportationen aus den Ghettos Lublin und Lemberg in das fertiggestellte Todeslager Belzec. Diese Tatsache war nicht nur den an der Aktion beteiligten Personen bekannt. Joseph Goebbels notierte am 27. März 1942 in seinem Tagebuch:

„Aus dem Generalgouvernement werden jetzt, bei Lublin beginnend, die Juden nach dem Osten abgeschoben. Es wird dabei ein ziemlich barbarisches und nicht näher zu beschreibendes Verfahren angewandt, und von den Juden selbst bleibt nicht mehr viel übrig. Im großen kann man wohl feststellen, dass 60 % davon liquidiert werden müssen, während nur noch 40 % in die Arbeit eingesetzt werden können. Der ehemalige Gauleiter von Wien [Globocnik], der diese Aktion durchführt, tut dies mit ziemlicher Umsicht und auch mit einem Verfahren, das nicht zu auffällig wirkt. […] Die Prophezeiung, die der Führer ihnen für die Herbeiführung eines neuen Weltkrieges mit auf den Weg gegeben hat, beginnt sich in der furchtbarsten Weise zu verwirklichen.“

Allerdings wurden nie 40 Prozent der in die Lager der „Aktion Reinhardt“ deportierten Juden am Leben gelassen. Nur einige wenige Juden, jung und besonders kräftig oder Fachleute in einem von der SS benötigten Bereich, wurden als „Arbeitsjuden“ für kurze Zeit am Leben gelassen. Diese „Arbeitsjuden“ – bis zu 1.000 Menschen pro Lager – sammelten, sortierten und verpackten die Kleidung und Wertsachen der Ermordeten, leerten die Gaskammern und begruben die Leichen, bis sie selbst ermordet wurden.
Bald stellten sich Schwierigkeiten ein. Die Kapazität der Lager war der Zahl der Deportierten nicht gewachsen, und die Wehrmacht beanspruchte alle Züge für sich. Im Mai 1942 verließen auch Wirth und das übrige deutsche Personal Belzec, ohne sich abzumelden. Anfang Mai kam Viktor Brack von der „Kanzlei des Führers“ in Lublin an. Er verhandelte mit Globocnik über die weitere Durchführung der Judenvernichtung. Brack erklärte, dass die „Euthanasie“ auslaufe und daher Leute der „Aktion T4“ nach Lublin kommen würden. Über dieses Treffen unterrichtete Brack Himmler in einem Brief vom 23. Juni 1942:

„Ich habe dem Brigadeführer Globocnik auf Anweisung von Reichsleiter Bouhler für die Durchführung seiner Sonderaufgabe schon vor längerer Zeit einen Teil meiner Männer zur Verfügung gestellt. Aufgrund einer erneuten Bitte von ihm habe ich nunmehr weiteres Personal abgestellt. Bei dieser Gelegenheit vertrat Brigadeführer Globocnik die Auffassung, die ganze Judenaktion so schnell wie nur irgend möglich durchzuführen, damit man nicht eines Tages mittendrin stecken bliebe, wenn irgendwelche Schwierigkeiten ein Abstoppen der Aktion notwendig machen.“

Diese zusätzlichen Männer wurden benötigt, da Sobibor im Mai seinen Betrieb aufnahm, Treblinka im Juli. Auch das „Transportproblem“ konnte gelöst werden. Karl Wolff vom Persönlichen Stab RFSS erreichte von Staatssekretär Albert Ganzenmüller, der für die Reichsbahn zuständig war, die Zusicherung, dass ab dem 22. Juli 1942 täglich ein Zug mit je 5000 Juden von Warschau nach Treblinka, außerdem zweimal wöchentlich ein Zug mit 5000 Juden von Przemyśl nach Belzec fuhren. Diese Nachricht nahm Wolff mit besonderer Freude zur Kenntnis. Dadurch könne die Aktion in einem „beschleunigten Tempo“ durchgeführt werden.
Diese Beschleunigung hatte Himmler am 19. Juli 1942 befohlen, als er anordnete, dass die „Umsiedlung“ (Tarnwort für Ermordung) der gesamten jüdischen Bevölkerung des Generalgouvernements bis 31. Dezember 1942 durchgeführt und beendet sein müsse. Mit dem 31. Dezember 1942 dürften sich keinerlei Personen jüdischer Herkunft mehr im Generalgouvernement aufhalten.
Niemand war über diese Beschleunigung froher als Globocnik. Er bedankte sich bei Himmler für dessen Besuch und für alle Arbeit, die er erhalten habe. Mit der neuen Arbeit würden alle seine geheimen Wünsche in Erfüllung gehen. Wie diese geheimen Wünsche in der Wirklichkeit aussahen, ist durch den Augenzeugenbericht von Kurt Gerstein überliefert: Globocnik zeigte ihm am 17. August 1942 voller Stolz die Todeslager. Bereitwillig erklärte er seinem Besucher die Funktion der Lager.
Um die Ermordung der Juden zu rationalisieren, wurde Christian Wirth im August 1942 zum Inspekteur aller drei Lager ernannt. Tatsächlich waren die drei Lager im Spätsommer 1942 voll einsatzbereit. Die Zahl der Gaskammern war erhöht worden, der Massenmord war arbeitsteilig organisiert. Es handelte sich um einen nahezu reibungslos funktionierenden Apparat mit hoher Kapazität und Geschwindigkeit. Ein Häftlingszug kam morgens an der Rampe an, am Nachmittag oder in der Nacht waren die Leichen verbrannt, die Kleider ins Magazin gebracht. Nur der Mangel an Transportraum konnte zu Verzögerungen führen. Im so genannten Höfle-Telegramm, einem aufgefangenen Funkspruch, wurde für das Jahresende 1942 die Zahl von 1.274.166 ermordeten Juden gemeldet.
Zu der Aktion gehörten auch verschiedene Maßnahmen, um sie nach innen und außen zu verschleiern: Die Leichen wurden anfangs in riesigen Gruben verscharrt, später bei der sogenannten Aktion 1005 exhumiert und verbrannt.
Im Sommer 1943 neigte sich die „Aktion Reinhardt“ ihrem Ende zu. Das Lager Belzec war bereits aufgelöst worden. Die letzten noch lebenden Juden wurden in die anderen Lager gebracht und dort ermordet.
In Treblinka und Sobibor kam es zu Aufständen der Häftlinge, die wenigstens einzelnen Juden das Leben retteten. Insgesamt dürften weniger als 200 Häftlinge in allen drei Lagern den Zweiten Weltkrieg überlebt haben. Um Spuren der Mordaktion zu verwischen, wurden die Bauten der Todeslager vollständig abgerissen und ihre Flächen begrünt; zusätzlich wurden dort zur Tarnung jeweils Bauernhöfe angelegt, die von Trawniki-Mitgliedern bewohnt worden sind.

## Bilanz
Zur „Aktion Reinhardt“ gehört eigentlich auch die „Aktion Erntefest“. Diese Aktion wurde aber nicht mehr vom ursprünglichen Personal der „Aktion Reinhardt“ durchgeführt. Anfang November 1943 wurden im Gebiet von Lublin im Laufe von drei Tagen fast alle noch lebenden Juden in den Lagern erschossen.
Die Zahl der Juden, die in den drei Vernichtungslagern ermordet wurden, beruhen auf Schätzungen, die erhebliche Unterschiede aufweisen. Stephan Lehnstaedt hält es unter Einbeziehung „von neusten Forschungsergebnissen“ für realistisch, von 1.520.000 Opfern auszugehen; hinzu kämen die Ermordeten aus zahlreichen Ghettos während dieser Zeitspanne. Odilo Globocnik sagte im Mai 1945, als er auf der Flucht am Wörthersee bei einem früheren Bekannten auftauchte, dass zwei Millionen „erledigt“ worden seien.
Aus Triest meldete Globocnik am 4. November 1943 an Himmler, er habe mit dem 19. Oktober 1943 die Aktion Reinhardt, die er im Generalgouvernement geführt habe, abgeschlossen und alle Lager aufgelöst. Er schickte auch eine Abschlussdarstellung. In seinem Antwortbrief bedankte sich Himmler bei Globocnik und sprach ihm für seine großen und einmaligen Verdienste, die er sich bei der Durchführung der „Aktion Reinhardt“ für das ganze deutsche Volk erworben habe, Dank und Anerkennung aus.
Tatsächlich brachte die „Aktion Reinhardt“ dem Deutschen Reich enorme Vermögenswerte ein. Bereits im Sommer 1942 waren rund 50.000.000 Reichsmark (RM) in Papier, Devisen, Münzen und Schmuck sowie rund 1.000 Waggons Textilien, davon 300.000 neue Kleider, vorhanden. Diese Zahlen sind mit Sicherheit zu niedrig angesetzt. Es sind auch keine Zahlen über jene Werte – z. B. Immobilien – enthalten, die den Menschen vor ihrer Deportation geraubt wurden. Zudem fehlen die seitens der Wachmannschaften unterschlagenen Wertgegenstände. So ist von dem Aufseher Walter Nowak bekannt, dass er Uhren und Schmuckstücke an seine Ehefrau verschickte.
Globocnik hatte zur Erfassung des jüdischen Vermögens befohlen, eine Zentralkartei zu erstellen, in der die gesamten anfallenden Werte aus der Judenumsiedlung aufgenommen und geführt werden sollten. Die endgültige Abrechnung vom 5. Januar 1944 ergab folgende Werte:
| Abgelieferte Geldmittel    | 73.852.080,74 RM  |
| Edelmetalle                | 8.973.651,60 RM   |
| Devisen in Noten           | 4.521.224,13 RM   |
| Devisen in gemünztem Gold  | 1.736.554,12 RM   |
| Juwelen und sonstige Werte | 43.662.450,00 RM  |
| Spinnstoffe                | 46.000.000,00 RM  |
| Gesamt                     | 178.745.960,59 RM |

Odilo Globocnik war derjenige, der die „Aktion Reinhardt“ vorantrieb. Er setzte gegen die wirtschaftlichen Interessen anderer Reichsstellen und der Wehrmacht auch die Ermordung von Juden, die für kriegswichtige Betriebe arbeiteten, durch.
Die „Aktion Reinhardt“ stellt den Höhepunkt der nationalsozialistischen Vernichtungspolitik gegenüber den Juden dar. In den Lagern der „Aktion Reinhardt“ wurden mehr Menschen ermordet als in Auschwitz. Es gab keine Selektionen. Die Lager waren als regelrechte Todesfabriken so organisiert, dass nur wenige Täter benötigt wurden. Timothy Snyder vertritt daher die Ansicht, dass „eine angemessene Sicht auf den Holocaust die Operation Reinhardt, den Mord an den polnischen Juden im Jahre 1942, in den Mittelpunkt der Geschichte rücken“ müsste.

## Wiedergutmachung
Nach Ende des Zweiten Weltkriegs ordneten die West-Alliierten die Rückerstattung der noch feststellbaren, in der Zeit des Nationalsozialismus entzogenen Vermögensgegenstände an. Für die amerikanische und britische Besatzungszone erging am 12. Mai 1949 das Militärregierungsgesetz Nr. 59, für die französische Besatzungszone die Verordnung Nr. 120 vom 10. November 1947 und für Berlin (West) die Anordnung BK/O (49) 180 vom 26. Juli 1949. Darunter fielen auch die im Laufe der Aktion Reinhardt entzogenen Gegenstände sowie Güter, die bei anderen Deportationsmaßnahmen im deutschen Einflussbereich entzogen worden waren.
Im Rahmen der deutschen Wiedergutmachungspolitik wurden diese Regelungen für das Gebiet der Bundesrepublik im Bundesrückerstattungsgesetz (BRüG) von 1957 vereinheitlicht (§ 11 Nr. 1a bis d BRüG).

## Film
- Blutiger Boden, deutscher Raum. Die Siedlungspläne der SS, Dokumentarfilm, 52 min, ORF/3sat/Hengster Filmproduktion 2024, Buch und Regie: Andreas Kurz.